# リヨン駅
リヨン駅（リヨンえき、Gare de Lyon）はフランス・パリに6つある主要ターミナル駅の一つ。中心部の南東寄り、12区のセーヌ川右岸に位置している。
フランス国鉄（SNCF）・パリ交通公団（RATP）のパリ南東方面への列車が発着する。地下にはRERA線・D線とメトロ1号線・14号線の駅がある。

## 概要
「リヨン駅」という駅名はパリからリヨン方面へ向かう鉄道の起点、あるいは旧パリ・リヨン鉄道（後にパリ・リヨン・地中海鉄道を経て現SNCFの一部）の駅という意味である。パリ市内やその近郊では単に「リヨン駅」と呼ばれるが、全国版の路線図や時刻表、長距離列車の案内などではパリ・リヨン駅（Paris Gare de LyonまたはGare de Paris-Lyon）と呼ばれる。なお、リヨン市には「リヨン駅」という名の駅はない。

### 発着する路線・列車

#### 地上駅
パリからディジョンを経由してリヨンに至る在来線（パリ-マルセイユ線）の起点である。在来線からはパリ市外でLGV南東線が分岐する。
リヨン駅を発車する主な列車は以下の通り。
- TGV - LGV南東線、ローヌ・アルプ線、地中海線経由
  - ブルゴーニュ地域圏、ローヌ＝アルプ地域圏、フランシュ＝コンテ地域圏、オーヴェルニュ地域圏、プロヴァンス＝アルプ＝コート・ダジュール地域圏、ラングドック＝ルシヨン地域圏方面、ディジョン、リヨン、マルセイユ、モンペリエ行など
  - TGVリリア - スイス・ジュネーヴ、ローザンヌ、ベルン、チューリッヒ行など
  - TGVアルテシア - イタリア・ミラノ行
- 在来線長距離列車 (Corail, Corail Téoz)
  - ヌヴェール行およびクレルモン＝フェラン行
- TERブルゴーニュ
  - ディジョン行など
- 近郊列車 (Transilien)
  -  R線（フランス語版）

#### 地下駅
- RER
  -  A線（RATPの路線）
  -  D線（SNCFの路線）
- メトロ
  -  1号線
  -  14号線

## 歴史

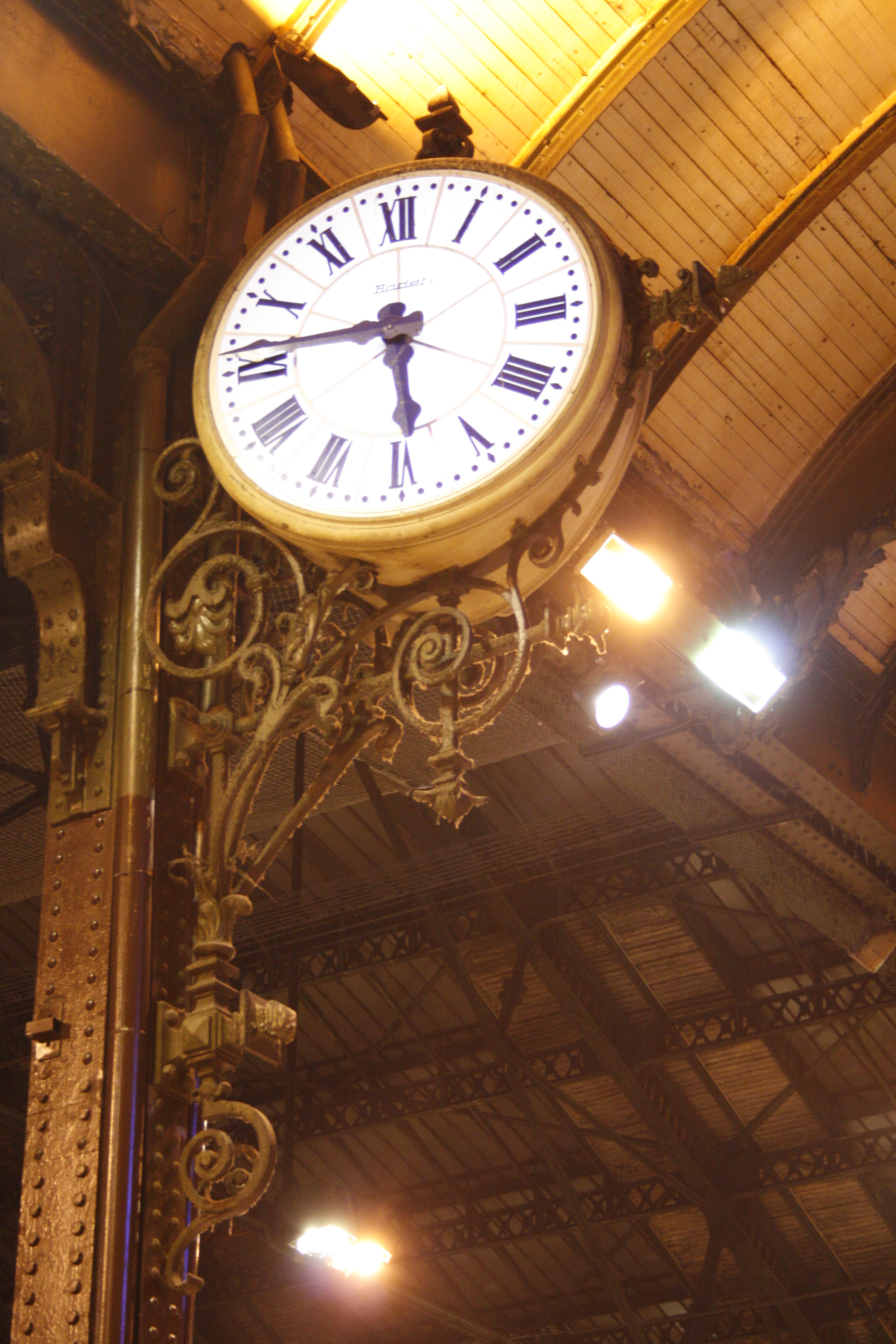
構内の時計

1849年8月12日にパリ・リヨン鉄道の起点駅として開業したのがリヨン駅の起源である。当時の駅は現行の駅よりバスティーユ広場に近い位置にあった。その線路跡がリヨン通りとなっている。
2代目のリヨン駅は1855年にパリ・リヨン鉄道（同名の鉄道会社としては2代目）の駅として現在の駅と同じ位置の盛土上に建てられた。この時のホームは5線からなり、全長220m、幅42mの大屋根で覆われ、その両側に出発用、到着用のホールが設けられていた。1871年のパリ・コミューン末期には放火により半焼したが、すぐに元通りに再建された。
1900年の万国博覧会開催に合わせて3代目の駅が開業した。ホームは13線からなり、現行の青ホームに相当する。駅舎はマリウス・トゥードワールの設計によるものである。また同年にはメトロの1号線が開業した。
1957年のビリー・ワイルダー監督、オードリー・ヘプバーン、ゲイリー・クーパー主演の映画『昼下りの情事』のクライマックスに出てくる。
1960年代にはRERの乗り入れのため、ホームの南西に接していた建物を取り壊して地下ホームが建設された。工事は1972年に完了し、後のRER D線ホームが近郊列車用ホームとして使用された。RER A線は1977年に乗り入れを開始した。
1981年にはTGVの発着に対応して地上ホームが増設された。これが黄ホームである。
1983年、ドラマ「スチュワーデス物語」のロケに使われる。
1988年6月27日、近郊列車ホーム（現・RER D線ホーム）で列車衝突事故が発生した。リヨン駅行きの近郊列車で、降車駅を間違えた乗客の一人が非常ブレーキを作動させ、その復旧の際に列車の運転士（ダニエル・ソラン、当時42歳）と車掌（ジョン・ボベ）がブレーキ管のバルブを不正に操作したため、全車両のうち3分の1程度しかブレーキが作動しない状態になっていた。運転士はリヨン駅に近づいたところで異常に気づき無線で列車指令に報告したが、このとき列車番号を正確に伝えるのを忘れたため、指令は異常を起こしたのがどの列車か把握できていなかった。このためポイントを操作して無人の側線に入れるなどの対応もできないまま、列車は地下ホームに進入し、ホームで発車を待っていた別の列車と正面衝突した。この結果、乗員乗客計56名が死亡し、57名が重軽傷を負った。
同年、世界最長距離を運行した列車「オリエント・エクスプレス '88」が当駅より発車した。海上航送を除いて実際に同一軌道上を運行されたのは香港（九龍駅）までであったが、リヨン駅の行先標には「TOKIO」すなわち東京と表示された。
1995年にRER D線のリヨン駅 - シャトレ・レ・アル駅間が開業し、地下の近郊列車ホームはD線ホームとなった。1998年にはメトロ14号線が開業した。
2018年11月、日本文化を紹介するイベント「ジャポニスム2018」の一環として、駅構内に期間限定ショップが設営され、駅弁などの販売が行われた。

## 駅構造

### 地上駅

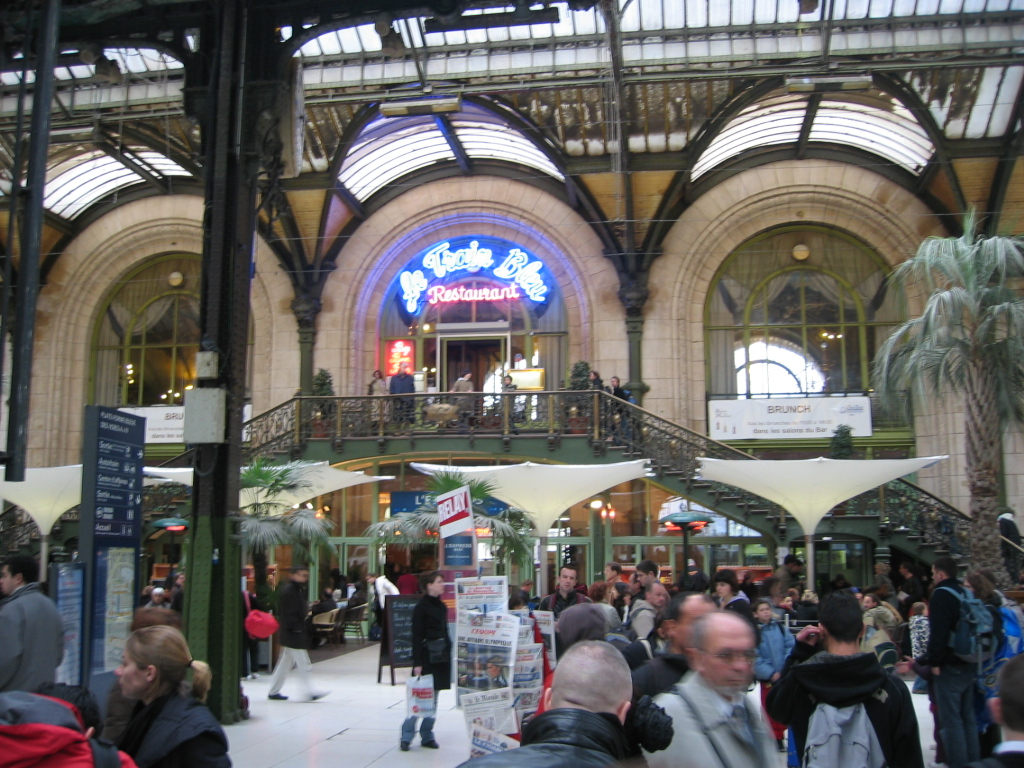
コンコース

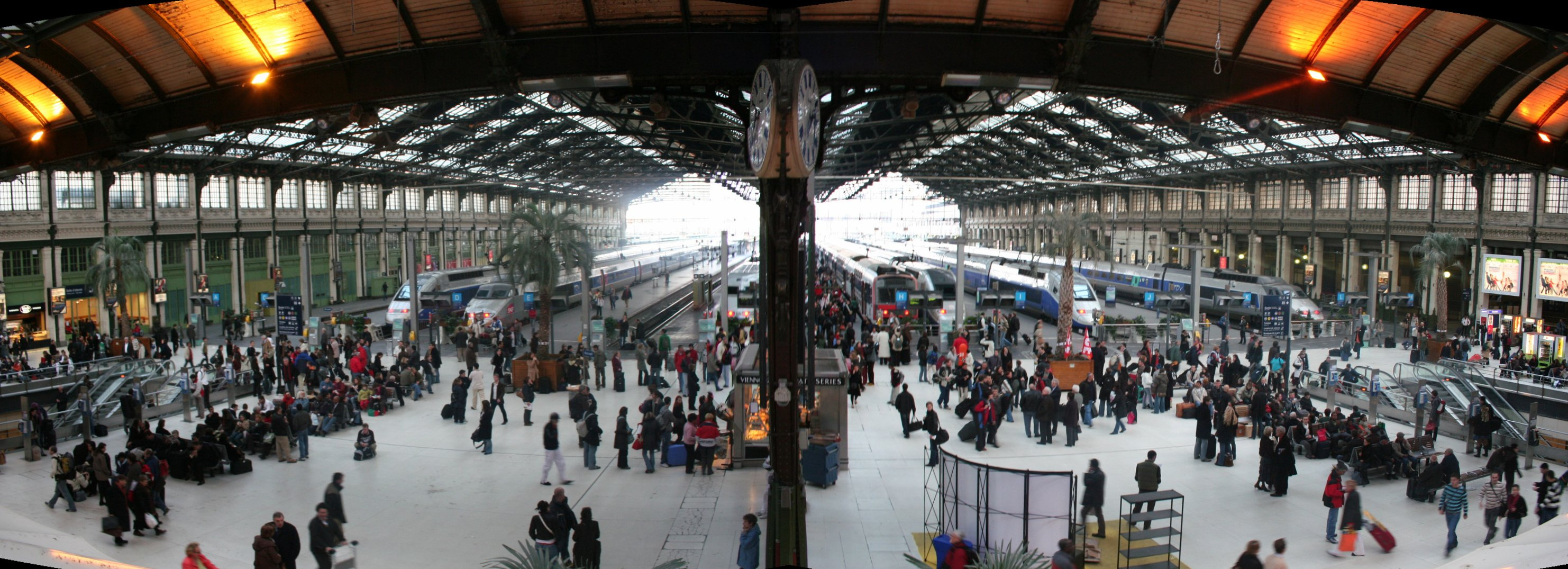
「青」ホーム全景。左奥の屋根の外に「黄」ホームがある。

地上のSNCF駅は北西側が行き止まりの頭端式ホームから構成される。ホームは6 - 8mの高さの盛土の上にある。これはセーヌ川の氾濫を避けるためであり、1910年の洪水の際には対岸のオステルリッツ駅が大きな被害を受けたのに対し、リヨン駅の被害は軽微だった。駅の案内表示では盛土上のホームのある層が地上階 (niveau 0) であり、その下の周囲の地面と同じ高さの層は地下1階 (niveau -1) となる。以下階数表記はこれに従う。
ホームは青 (bleu) と黄 (jaune) の2群に分けられている。「青」ホームは頭端を駅舎に接する位置にあり、北東側から順にA、C、D、E、G、H、I、J、K、L、M、Nの12線がある。「黄」ホームは「青」ホームの北東側、駅舎から200mほど下がった位置にあり、南西側から5、7、9、11、13、15、17、19、21、23番線の10線がある。青ホームの駅舎側の半分はトレイン・シェッドで覆われている。青ホームからの出発線と黄ホームへの到着線は駅の南東で立体交差しており、相互に支障しないようになっている。
駅舎は青ホームの頭端側、ルイ・アルマン広場に面している。駅舎正面に向かって右手には高さ67m、時計の直径6.4mの時計台がある。駅舎の1階（日本式表記では2階）には1901年開業のベル・エポック調の装飾で知られるレストラン「トラン・ブルー」（青列車）があり、映画『ニキータ』にも登場する。
地下1階（周囲の地面の高さ）には青ホーム各線の中間部分と黄ホームの頭端部分を結ぶ連絡通路があり、南西側ではそのままベルシー通りのバス停、タクシー乗り場に通じている。

### RER
RERの地下駅はSNCF駅の南西に接するように位置する。その真上は経済・財政・産業省ビルの一部である。地下2階がコンコースで、地下3階にD線ホーム2面4線、地下4階にA線ホーム1面2線がそれぞれ設置されている。A線ホームの幅員はD線のホーム2面および中間の2線を含めた幅員と同等であり、A線ホームからD線の両方のホームへ1階分の移動で乗り換えが可能である。

### メトロ
1号線の駅はSNCF駅の駅前、ディドロ大通りの地下にある。ホームは2面3線であるが、うち1線は5号線ケ・ド・ラ・ラペ駅への連絡線であり通常は使用されない。一時期はこのホームが5号線の起点となっていたこともある。駅のすぐ西には半径50mの急カーブがある。
14号線の駅はRERの駅の南西に接し、ベルシー通りの地下にある。地下2階のコンコースはRERと共通であり、南西側はRATP本社ビルの地下部分と直結している。地下3階のホームはメトロでは数少ない島式ホーム1面2線の形態であり、ホームドアが設置されている。

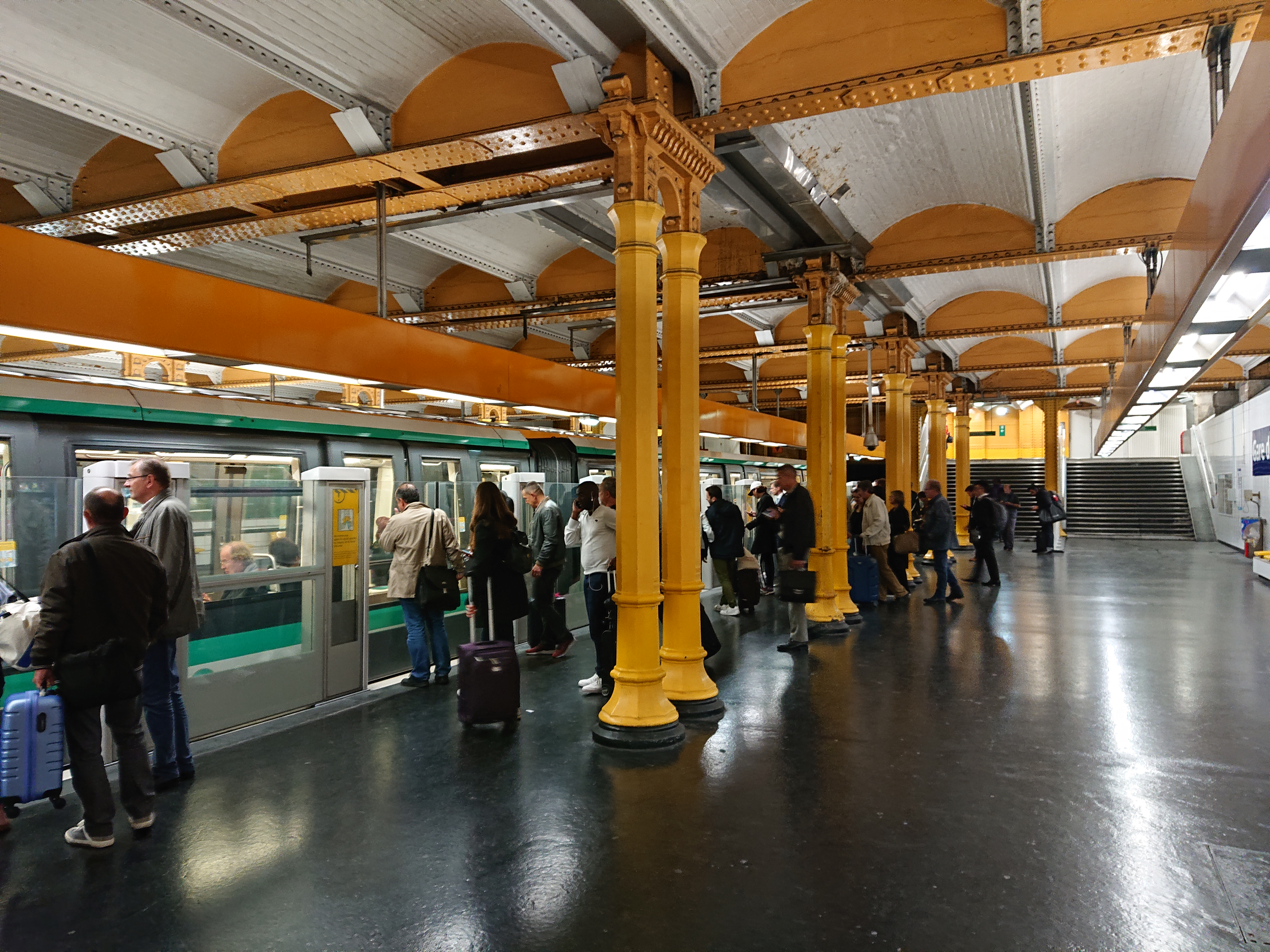
1号線ホーム
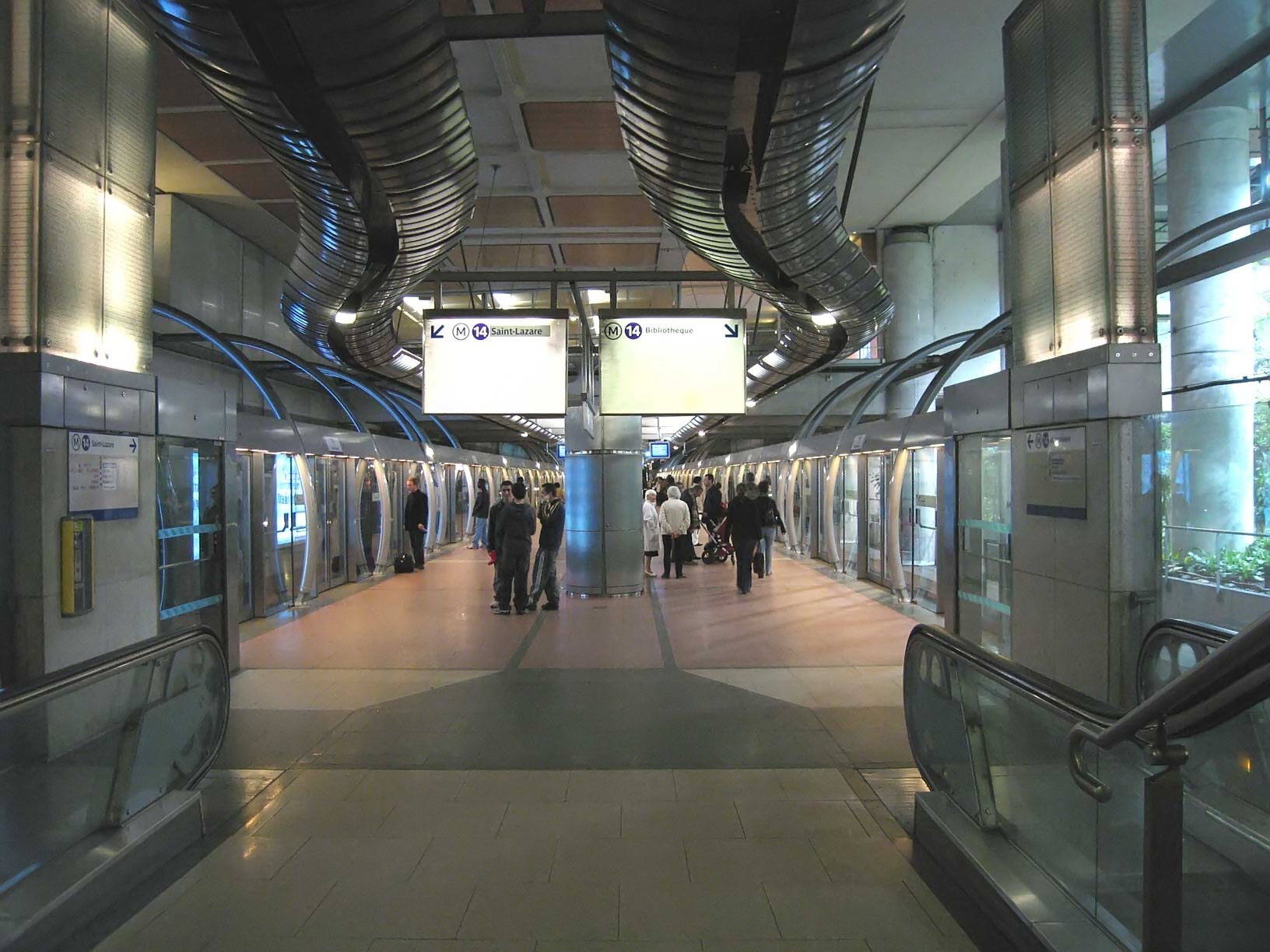
14号線ホーム

## 駅周辺

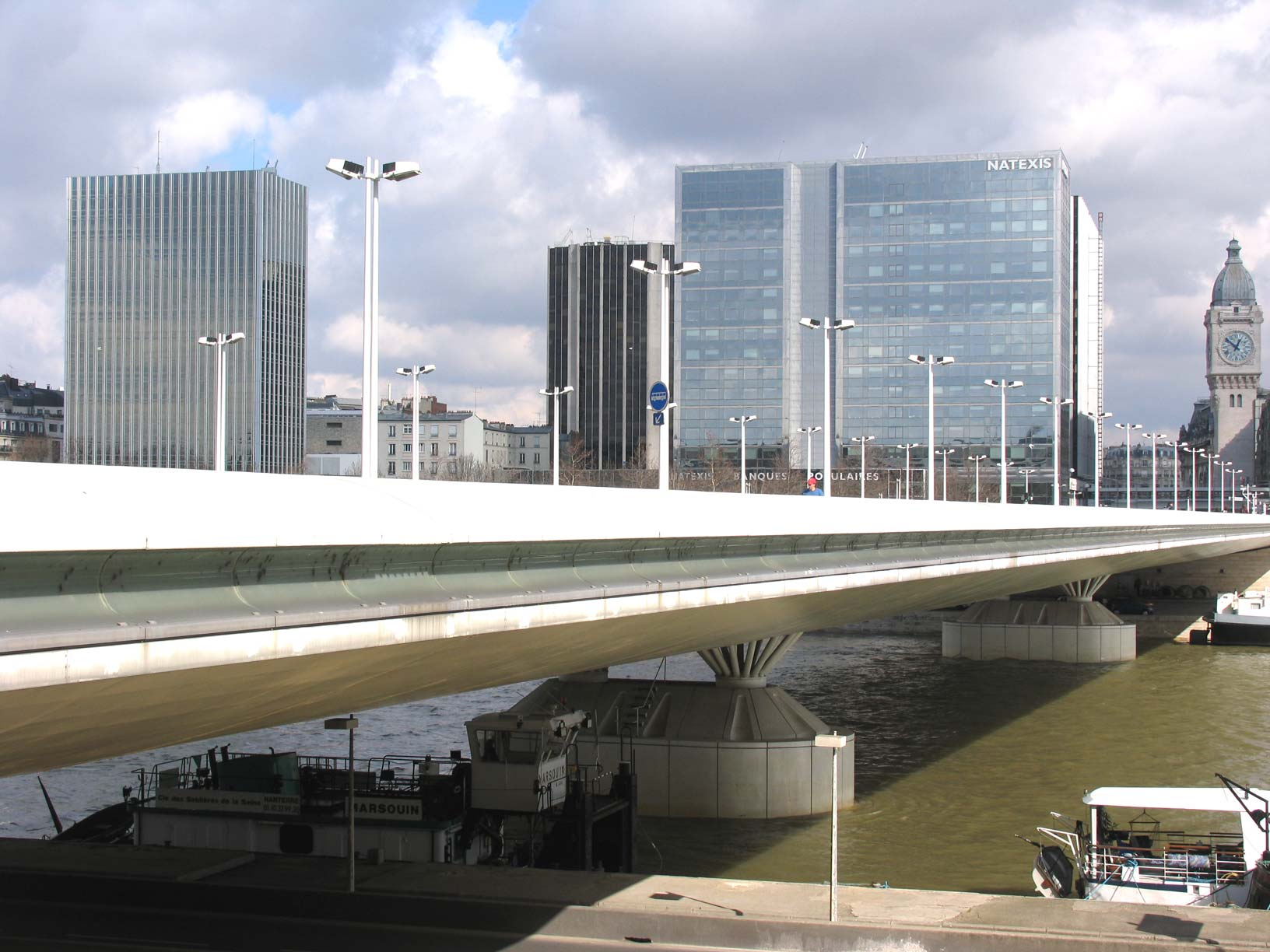
シャルル・ド・ゴール橋対岸から見たリヨン駅（右）と周辺

駅前のルイ・アルマン広場からは、北へリヨン通りを介してバスティーユ広場に通じている。駅とセーヌ川の間には近代的なビルが林立しており、RATP本社ビルはこの地区にある。その南は経済・財政・産業省本館などのあるベルシー地区に通じる。また駅の北に位置するドメニル大通りではヴァンセンヌ線跡のアーチ下がブティック・アトリエ街になっている。
セーヌ川対岸のオステルリッツ駅へはシャルル・ド・ゴール橋を経由して徒歩で乗り換えが可能である。またベルシー駅も徒歩で連絡可能な距離にある。

## 隣の駅
フランス国鉄
フレッチャロッサ
リヨン駅 - リヨン・パールデュー駅
TGV Lyria
リヨン駅 - ディジョン＝ヴィル/ブール＝カン＝ブレス駅/ベルフォールモンベリアールTGV駅
TGV inOui
リヨン駅 - リヨン・パールデュー駅/リヨン・サン＝テグジュペリTGV駅/マコン＝ロシェTGV駅/アヴィニョンTGV駅/ヴァランスTGV駅/クルーゾTGV駅/モンバール駅
Ouigo
リヨン駅 - リヨン・サン＝テグジュペリTGV駅/ヴァランスTGV駅/リヨン・パールデュー駅
TERブルゴーニュ＝フランシュ＝コンテ
リヨン駅 - ムラン駅/シャンパーニュ＝シュル＝セーヌ駅
 トランシリアンR線
リヨン駅 - ムラン駅
RER
 A線
シャトレ-レ・アル駅 - リヨン駅 - ナシオン駅
 D線
シャトレ-レ・アル駅 - リヨン駅 - メゾン・アルフォール-アルフォールヴィル駅
パリメトロ
 1号線
バスティーユ駅 - リヨン駅 - ルイイ＝ディドロ駅
 14号線
シャトレ駅 - リヨン駅 - ベルシー駅